# Juan Manuel Santos
Juan Manuel Santos Calderón (Bogotá, 10 de agosto de 1951) es un político, economista y docente colombiano, ganador del Premio Nobel de la Paz 2016. Fue presidente de Colombia desde el 7 de agosto de 2010, siendo reelegido en 2014, hasta el 7 de agosto de 2018.
Actualmente es profesor en la Escuela de Gobierno John F. Kennedy de la Universidad de Harvard, de la Universidad Nacional de Colombia y Miembro de la Junta de la Fundación Rockefeller.
Incursionó a la política haciéndose miembro del Partido Liberal Colombiano, fue ministro de Comercio Exterior durante el gobierno de César Gaviria, más tarde hizo parte del gobierno de Andrés Pastrana en el que se desempeñó como ministro de Hacienda. Después de consolidarse el gobierno de Álvaro Uribe en la presidencia en 2002, Santos dejó el Partido Liberal y fue uno de los creadores del Partido de la U, fue nombrado ministro de Defensa durante el gobierno de Álvaro Uribe desde el 19 de julio de 2006 (Decreto 2271 de 2006) hasta el 23 de mayo de 2009 (Decreto 1853 de 2009), periodo en la cual se dio el auge del fenómeno conocido como Falsos positivos en Colombia, de la mano de un programa de incentivos del Ministerio de Defensa a los integrantes del Ejército Nacional que demostrarán resultados contra la subversión, detallado en la Directiva Ministerial 029 de 2005. 
Luego de que la Corte Constitucional le negara al entonces presidente Álvaro Uribe la posibilidad de ser elegido por tercera vez, Santos se presentó como el candidato del uribismo en las elecciones presidenciales de 2010; como protegido de Uribe fue elegido presidente de Colombia para el periodo 2010-2014 con más de nueve millones de votos, la segunda votación más alta en la historia electoral del país en ese momento (pero 55,65 % de abstención). Sin embargo, algunos meses después de la posesión de Santos, su antiguo mentor Álvaro Uribe se transformó en su más grande contradictor político, quien también fundó, tres años después, el partido de oposición Centro Democrático. Esta rivalidad determinó tanto la impopularidad de Santos durante la mayor parte de sus dos gobiernos, como su derrota en la primera vuelta presidencial de 2014 ante el protegido político de Uribe, Óscar Iván Zuluaga.
El 15 de junio de 2014 fue reelegido presidente para el periodo 2014-2018. En 2016 recibió el Premio Nobel de la Paz "por sus decididos esfuerzos para llevar más de cincuenta años de guerra civil en el país a su fin". En 2017 recibió un doctorado honoris causa en la Universidad de París 1 Panteón-Sorbona “por su compromiso con la democracia y la paz”. Ha sido nombrado una de las 100 personas más influyentes de la revista Time. Sin embargo, Santos dejó la presidencia con uno de los niveles más bajos de aprobación popular, lo cual se vio reflejado en que el nuevo protegido político de Uribe, Iván Duque, un contradictor del acuerdo de paz con las FARC-EP de Santos, fuera elegido presidente en 2018.
El 18 de junio de 2020 la prensa colombiana informó que Santos fue elegido como Miembro de la Junta de la Fundación Rockefeller.
Pertenece a la familia Santos anterior propietaria del periódico El Tiempo, y descendiente colateral de Antonia Santos. Es primo hermano de Juanita Santos, esposa de Roberto Pombo, director del periódico El Tiempo, tío de Alejandro Santos Rubino, director de la Revista Semana, tío de Lucas Pombo Santos, editor político de W Radio y primo hermano de Francisco Santos, vicepresidente de Colombia durante el gobierno de Álvaro Uribe.

## Biografía

### Estudios
Santos estudió Economía y Administración de Empresas en la Universidad de Kansas, Estados Unidos. También posee una maestría en Economía y Desarrollo Económico del London School of Economics[cita requerida] y otra en Administración Pública de la Universidad de Harvard.
También recibió becas de la Fundación Fulbright en el The Fletcher School of Law and Diplomacy de la Universidad Tufts, y de la Fundación Nieman para el Periodismo en Universidad de Harvard. Le ha sido otorgado un doctorado Honoris Causa en Leyes por la Universidad de la Sorbona.

### Vida política
Santos ingresó a la Federación Nacional de Cafeteros de Colombia (1972) y durante nueve años la representó ante la Organización Internacional del Café en Londres. En 1981 regresó al país y asumió como subdirector de El Tiempo, posicionándose como uno de los miembros más influyentes de su generación en la familia Santos.

#### Ministro de Comercio Exterior y Designado presidencial
Santos fue designado Ministro de Comercio Exterior durante el mandato del presidente César Gaviria en 1991, recién creada esta oficina; en 1993 es elegido por el Senado como Designado Presidencial. Fue la última persona en ocupar tal cargo, pues un año después fue sustituido por la Vicepresidencia de la República. Durante su ejercicio en la cartera de Comercio Exterior, Santos fue quien propuso el cambio de la hora legal del país al horario de verano durante nueve meses, para contrarrestar el efecto de los apagones eléctricos programados. Entre 1995 y 1997 hizo parte del triunvirato que dirigió al Partido Liberal Colombiano, retirándose para presentar su precandidatura a la Presidencia, si bien estas intenciones no llegan a concretarse.
En una carta en 1997, Santos propuso una zona de distensión durante el gobierno de Samper. En la carta expresó:

«Una vez integrado el gobierno, el señor presidente, en su condición de director de fuerza pública y Comandante Supremo de las Fuerzas Armadas de la República, procedería a ordenar el despeje de una área previamente acordada del territorio nacional en conflicto, o lo que es igual, a efectuar el retiro de la fuerza pública del espacio geográfico predeterminado. Esta área se convertiría en zona de distensión y diálogo a fin de facilitar, con plenas garantías y total seguridad, el encuentro de representantes del Gobierno, del Congreso, de la sociedad civil y de la Comisión de Conciliación Nacional con los insurgentes».
Juan Manuel Santos

Santos también le propuso al presidente Ernesto Samper que el siguiente mandatario se encargue de convocar una asamblea nacional constituyente que sería el resultado de las discusiones entre el gobierno y la guerrilla. En una conferencia de prensa, Santos leyó su propia carta a Samper en donde mencionó lo siguiente: “Para que esta discusión pueda llevarse a cabo, el gobierno ordenaría el despeje de una zona del país previamente acordada".

#### Ministro de Hacienda y Crédito Público
En 2000 fue designado Ministro de Hacienda y Crédito Público, durante el final del mandato de Andrés Pastrana.

#### Partido Social de Unidad Nacional
Pese a mantenerse al interior del Partido Liberal durante su Congreso Nacional de 2003, en 2004 se retiró y decidió respaldar el gobierno de Álvaro Uribe Vélez, organizando a finales de 2005 el Partido de la U, como intento de aglutinar a todas las fuerzas del uribismo. Santos dejó la dirección de este partido (que compartía con el senador Óscar Iván Zuluaga) al ser reelegido Uribe y lograr la U la mayor bancada del Senado. En julio de 2006, antes de tomar posesión por segunda vez, Uribe nombró a Santos Ministro de Defensa Nacional.

### Ministro de Defensa de Colombia

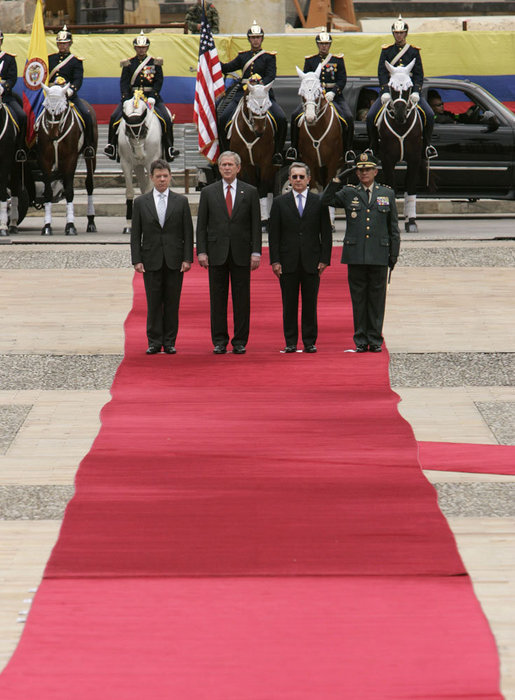
Visita oficial a Colombia de George W. Bush, entonces presidente de Estados Unidos. Recibido por el ministro Juan Manuel Santos, el presidente de Colombia Álvaro Uribe y el comandante de las FFMM, Freddy Padilla.

Durante su periodo como Ministro de Defensa (19 de julio de 2006 hasta el 23 de mayo de 2009), se dio el auge del fenómeno conocido como los Falsos positivos en Colombia, de la mano de un programa de incentivos a los integrantes del Ejército que demostrarán resultados contra la subversión, detallado en la Directiva del Ministerio de Defensa 029 de 2005., y donde la Fuerza Pública colombiana ejecutó los operativos militares más certeros contra las FARC-EP hasta su momento. Tal es el caso de la muerte de alias el "Negro Acacio", alias "Martín Caballero", alias Raúl Reyes en la Operación Fénix la desmovilización de alias "Karina" y la liberación de la excandidata presidencial Íngrid Betancourt, tres estadounidenses y once militares y policías secuestrados en la llamada Operación Jaque. A pesar de esto el expresidente Álvaro Uribe Vélez afirmó que Santos Calderón no creía en los grandes operativos militares y que estos sólo eran el resultado de una política de seguridad y la contundencia de las Fuerzas Militares.

#### Falsos positivos

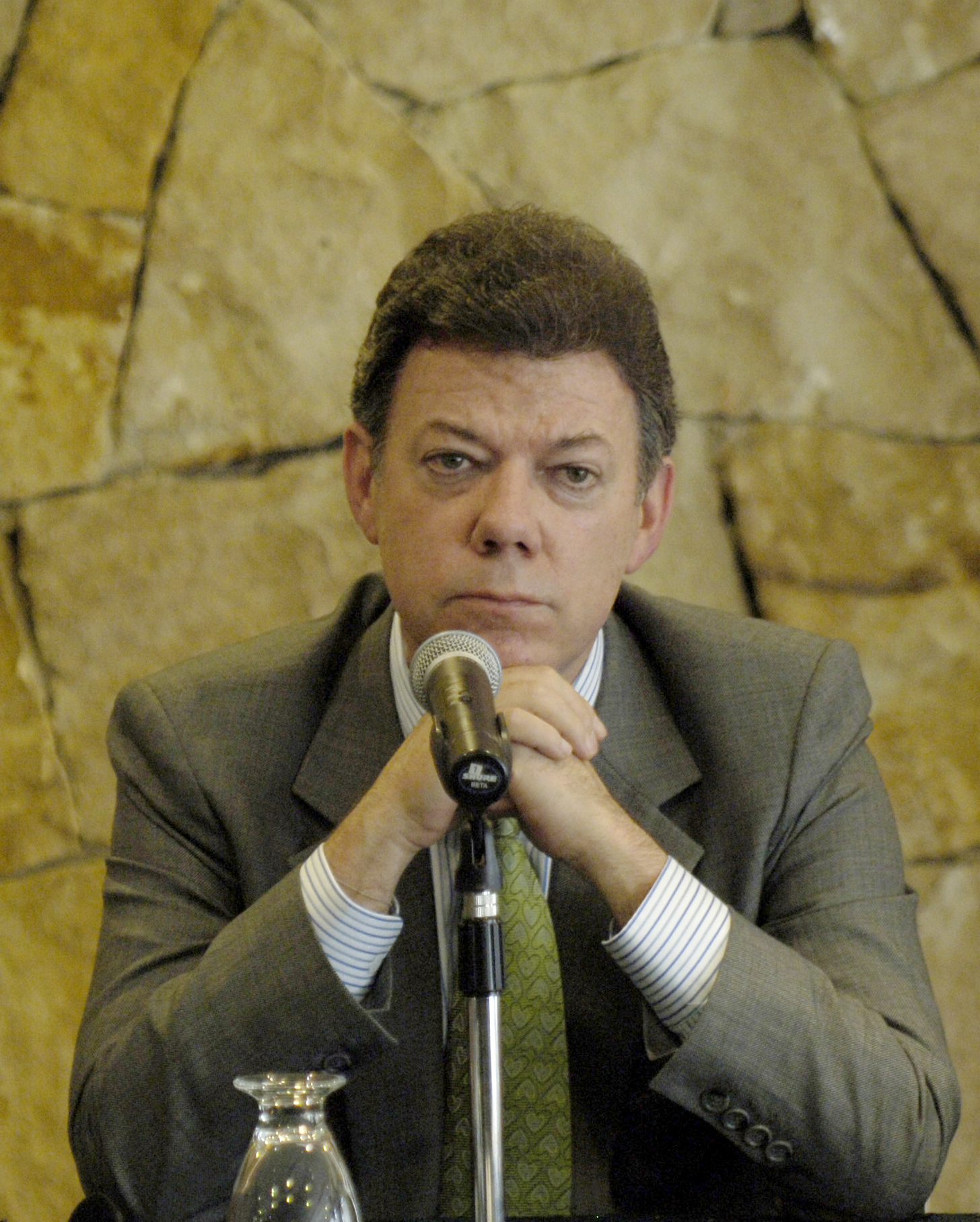
Santos en el 2007

Santos ejercía como ministro de Defensa cuando se descubrieron los llamados "Falsos Positivos"  durante el gobierno de Álvaro Uribe Vélez. Sectores críticos al gobierno y defensores de derechos humanos así como organizaciones internacionales han puesto en tela de juicio algunos aspectos de la aplicación de la Política de Seguridad Democrática del Gobierno que habrían permitido que este tipo de conductas criminales se propiciaran. Dentro de las diferentes irregularidades encontradas por una comisión ad hoc de evaluación reveladas por la revista Semana se encuentran:
- La utilización indebida por parte de militares y civiles de la Directiva Ministerial 029 de 2005 firmada por el anterior Ministro de Defensa Camilo Ospina Bernal, en la que se establece un régimen de incentivos económicos (Recompensas) por la información o entrega de miembros de grupos armados ilegales o material de intendencia. Esta orden tuvo como consecuencia que algunos soldados y oficiales del ejército se aliaran con terceros quienes daban "información" para dar de baja o abatir a guerrilleros. En algunos casos estos guerrilleros muertos en combate eran en realidad civiles quienes eran secuestrados y asesinados por militares o grupos delincuenciales, y después eran disfrazados de guerrilleros por los soldados de manera tal que los denunciantes recogían su "recompensa" y la repartían con sus cómplices dentro del Ejército Nacional.[35][36][37][38][39]

- Reportes sobre las distintas irregularidades cometidas por miembros de la Fuerza Pública en los departamentos de Antioquia, Meta, Córdoba, Norte de Santander y Casanare al reportar supuestas bajas. La Fiscalía General de la Nación de Colombia investiga 1000 desapariciones forzadas denunciadas ante la Unidad de Derechos Humanos que estarían relacionadas con los llamados falsos positivos.[40]

Durante el Gobierno de Álvaro Uribe las ejecuciones extrajudiciales de civiles por parte del ejército se incrementaron en un 150%, periodo durante el cual Juan Manuel Santos ofició como Ministro de Defensa de 2006 a 2009. Por estas razones se cuestionó su "responsabilidad política" como Ministro de Defensa. El 4 de noviembre admitió públicamente la existencia de Ejecuciones Extrajudiciales en Colombia por parte de las Fuerzas Militares bajo su mando.
Ese mismo día, después de que 27 oficiales del Ejército Nacional fuesen retirados discrecionalmente del servicio activo, el General Mario Montoya, quien ejercía como Comandante del Ejército Nacional de Colombia, renunció a su cargo.
Posteriormente, Santos dijo que los llamados falsos positivos eran cosa del pasado y expresó que:

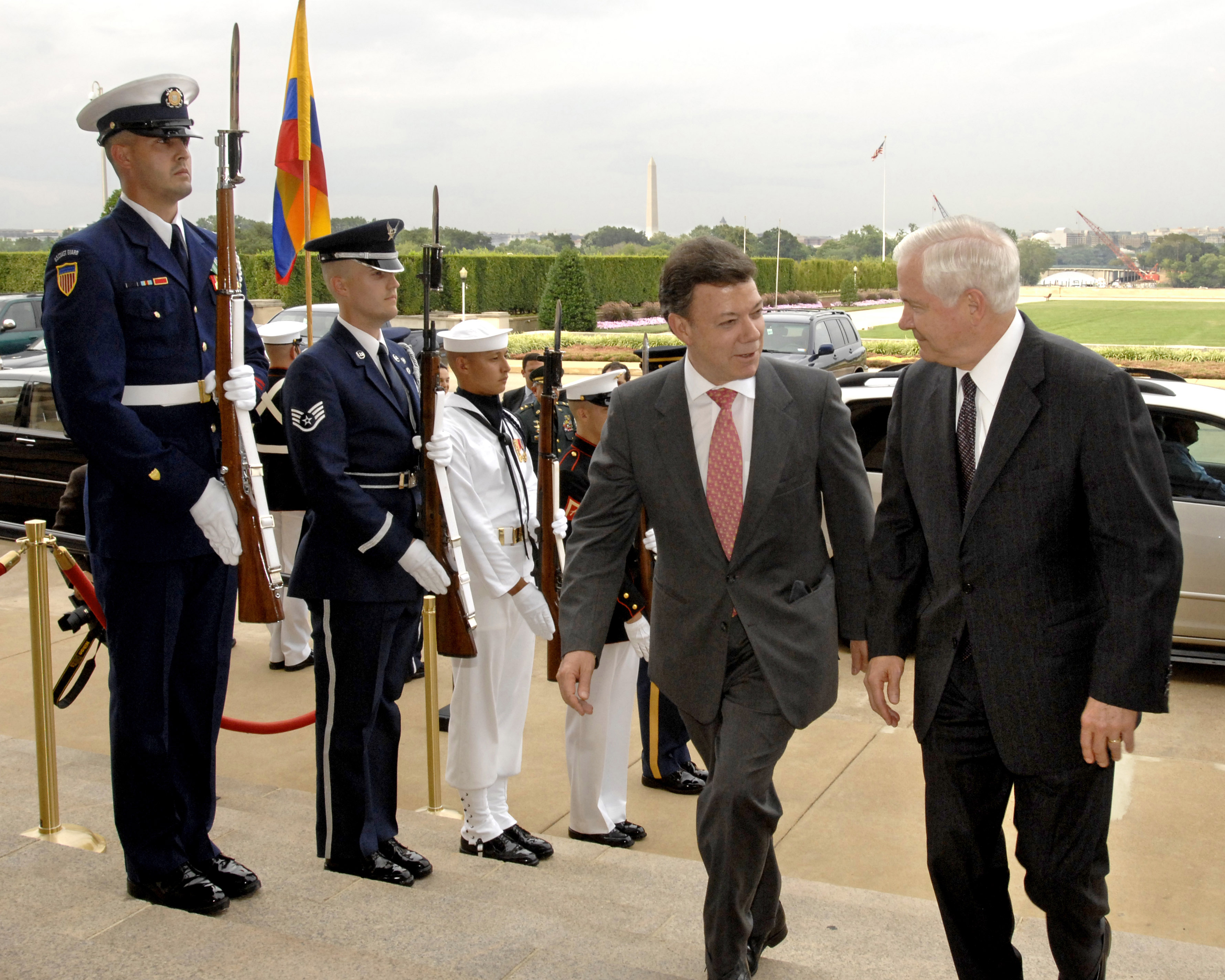
El entonces Ministro de Defensa Juan M. Santos Junto a Robert Gates Secretario de Defensa de los Estados Unidos.

«Nunca quisimos tapar nada, todo lo contrario. Hemos abierto a todas las investigaciones toda la información».
Juan Manuel Santos

Estas prácticas han quedado generalmente impunes (el índice de impunidad de los soldados que son criminales de guerra es del 98,5% según la ONU).

#### Operación Fénix
Un juez ecuatoriano dictó orden de captura contra Santos y otros miembros de la cúpula militar colombiana, por la operación que dio de baja al comandante guerrillero de las FARC-EP, alias "Raúl Reyes", que también produjo la muerte de un ciudadano ecuatoriano y cuatro mexicanos que se encontraban en el campamento guerrillero. La orden generó polémica en Colombia debido a su defensa en la lucha contra el terrorismo y el Gobierno colombiano repudió la orden de captura. Correa, por su parte, defendió la orden de captura y pidió a la Interpol el arresto de Santos, petición que fue rechazada por el organismo internacional. El 18 de mayo de 2009, presentó renuncia a su cargo como Ministro de Defensa para no inhabilitarse a su aspiración presidencial.

## Presidente de Colombia
El gobierno de Juan Manuel Santos inició el 7 de agosto de 2010 y finalizó el 7 de agosto de 2018, su sucesor es el gobierno de Iván Duque.

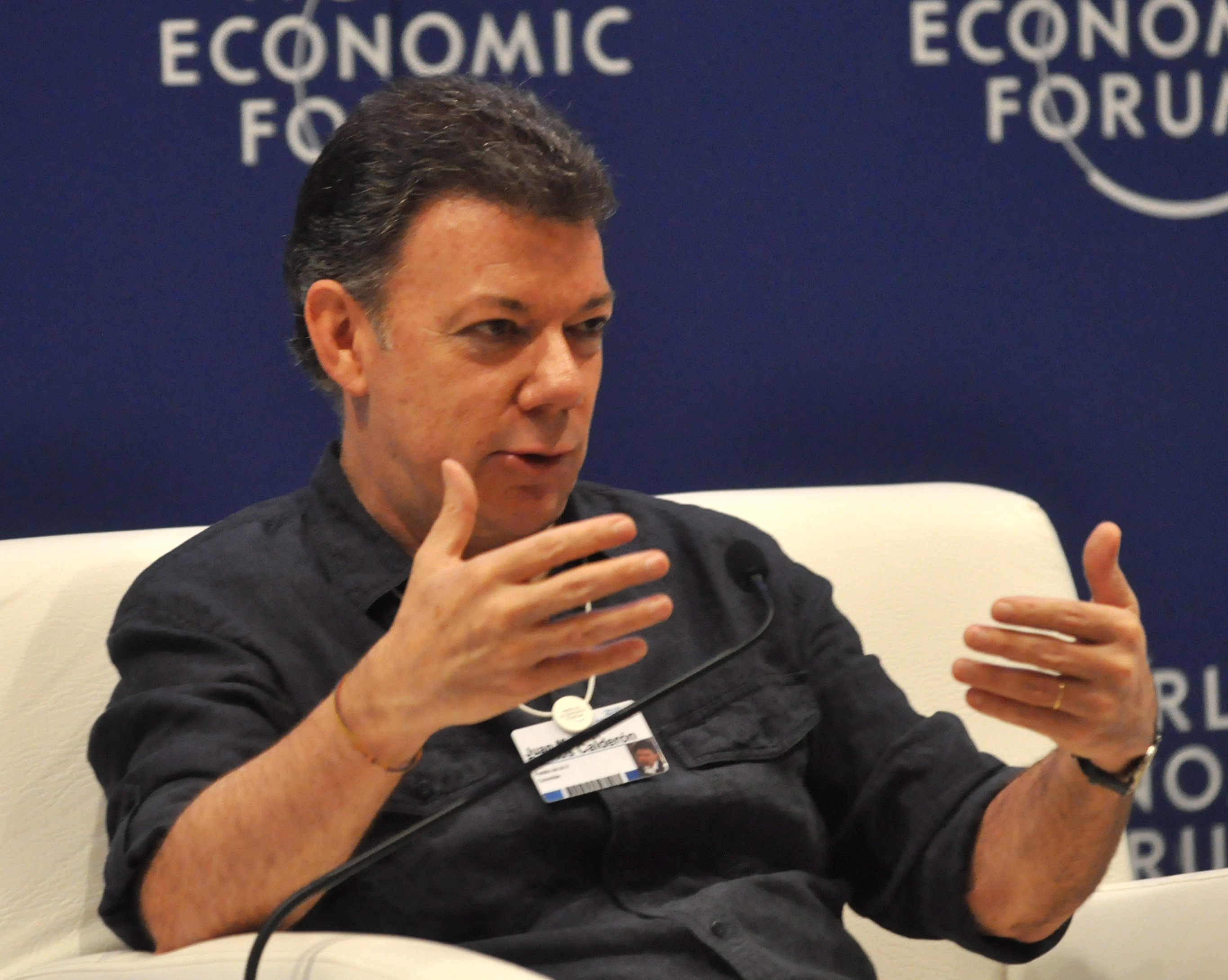
Juan Manuel Santos durante el Foro Económico Mundial en abril de 2010.

Santos señaló que aspiraría a la presidencia de Colombia en 2010, según él, si el presidente Álvaro Uribe no lo hacía en caso de que se aprobara un referendo que le permitiría ejercer el cargo de Presidente por tercera vez. Después de que la Corte Constitucional de Colombia determinara que el referendo reeleccionista era inconstitucional e inexequible, Santos anunció sus aspiraciones presidenciales para el periodo 2010-2014 en representación del partido de la U. Santos lideró junto al candidato del Partido Verde, Antanas Mockus las encuestas como posibles opcionados de ganar la Presidencia de Colombia.
La campaña presidencial de Santos se basó en continuar con la política de seguridad democrática, implantada durante los ocho años del gobierno Uribe. Santos seleccionó como fórmula vicepresidencial al exministro y exgobernador del Valle, Angelino Garzón.
A pesar de ser elegido con las banderas de la seguridad democrática, Juan Manuel Santos impulsó un plan de gobierno que buscaba la "prosperidad democrática" a través del impulso de lo que Santos denominó "locomotoras" que jalonarían la economía nacional: el campo, la infraestructura, la vivienda, la minería y la innovación, es así como buena parte de su legado no quedó en temas de seguridad (con golpes al Secretariado de las FARC-EP, la caída de Mono Jojoy y Alfonso Cano) sino en el desarrollo de las locomotoras de la infraestructura y la vivienda, siendo ampliamente recordados su programa Vías 4G (Colombia) y su programa de vivienda, el cual incluyó la entrega gratuita de 100.000 casas a las familias más pobres del país, meta que solo alcanzó en su segundo periodo presidencial, en 2015, cuando efectivamente se entregó la casa número 100.000 de su programa de vivienda gratuita.

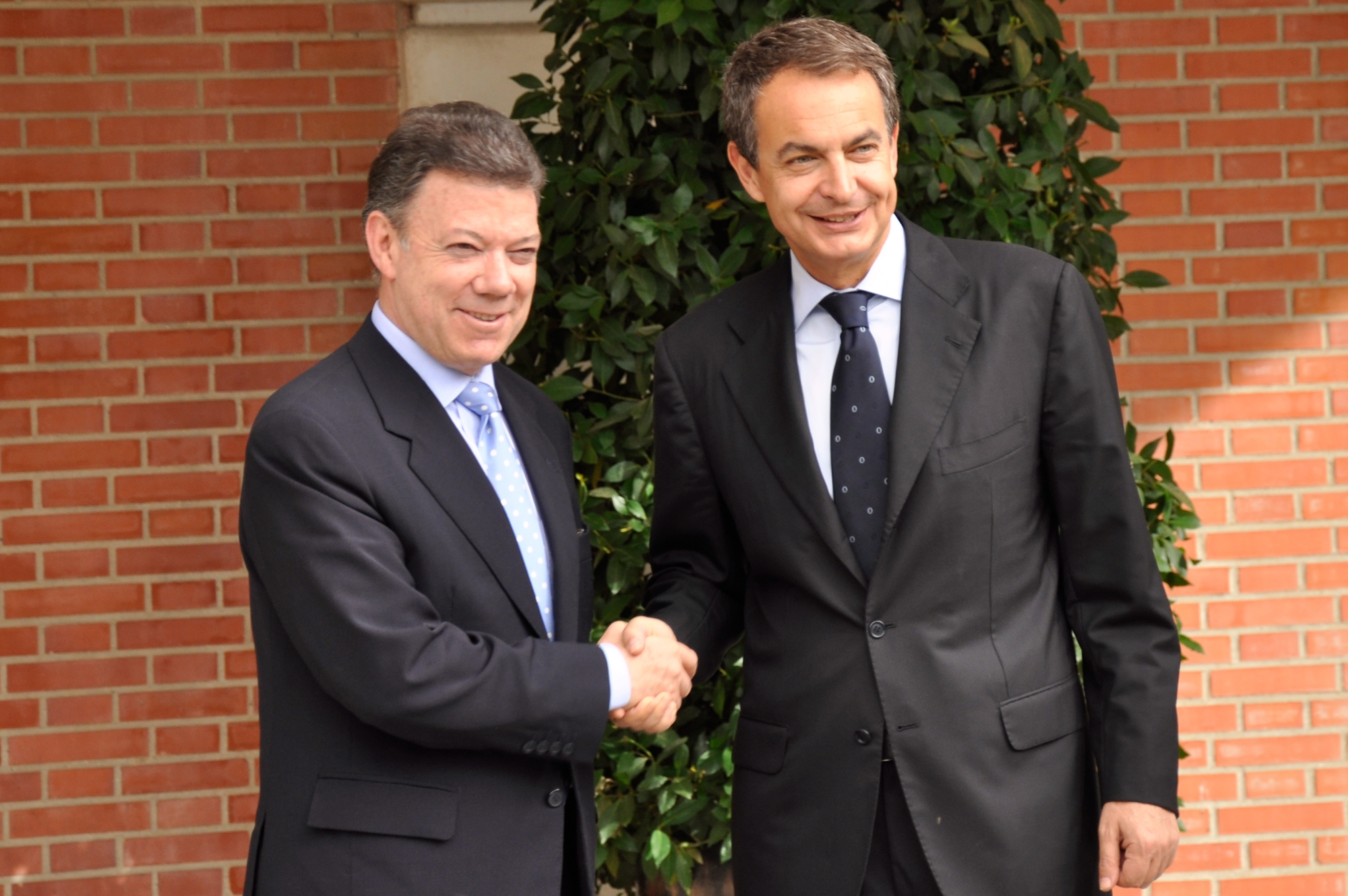
Santos estrechándole la mano al presidente del Gobierno español, J. L. Rodríguez Zapatero en junio de 2010.

Santos contó en esta segunda vuelta con el apoyo de importantes sectores del Partido Liberal, la adhesión formal Cambio Radical (tercero en la primera vuelta) y el Partido Conservador (quinto).
El 30 de mayo de 2010, Santos obtuvo el 46,56% de los votos válidos, por lo que accedió a la segunda vuelta electoral, contra el candidato del Partido Verde colombiano Antanas Mockus, la cual se llevó a cabo el 20 de junio. Ese día y con un 68,9% de votos (9 004 221 votos de una votación total 14 millones), sale victorioso para el cargo de presidente de Colombia frente a su rival.
La primera incursión de Santos por fuera de Bogotá, ya posesionado como presidente, la hizo en la Región de La Mojana sucreña, en San Jorge, al norte de Colombia gravemente azotada por las inundaciones. El gobierno colombiano estimó que más de 160 mil personas de los municipios de Sucre, Guaranda, San Benito Abad y Majagual, en el departamento de Sucre; así como de San Jacinto del Cauca y Achí, en el departamento de Bolívar; y Ayapel, en el departamento de Córdoba fueron afectadas, en el departamento del Putumayo tuvo que enfrentar la tragedia de Mocoa.

#### Gabinete ministerial
El gabinete del presidente Juan Manuel Santos está conformado por:
- Ministerio de Agricultura: Juan Camilo Restrepo (2010-2013) | Francisco Estupiñán (2013) | Rubén Darío Lizarralde (2013-2014) | Aurelio Iragorri (2014- 2017) | Juan Guillermo Zuluaga (2017-2018)
- Ministerio de Comercio, Industria y Turismo: Sergio Diazgranados (2010-2013) | Santiago Rojas (2013-2014) | Cecilia Álvarez (2014-2016) | María Claudia Lacouture (2016- 2017) | María Lorena Gutiérrez (2017-2018)
- Ministerio de Minas y Energía: Carlos Rodado (2010-2011) | Mauricio Cárdenas (2011-2012) | Federico Rengifo (2012-2013) | Amylkar Acosta (2013-2014) | Tomás González (2014-2016) | María Lorena Gutiérrez (2016) | Germán Arce (2016-2018)
- Ministerio de Hacienda: Juan Carlos Echeverry (2011-2012) | Mauricio Cárdenas (2012-2018)
- Ministerio de Transporte: Germán Cardona (2010-2012) | Miguel Peñaloza (2012) | Cecilia Álvarez (2012-2014) | Natalia Abello (2014-2016) | Jorge Rojas (2016- 2017) | Germán Cardona (2017-2018)
- Ministerio de Relaciones Exteriores: María Ángela Holguín (2010-2018)
- Ministerio de Interior: Germán Vargas Lleras (2010-2012) | Federico Rengifo (2012) | Fernando Carrillo (2012-2013) | Aurelio Iragorri (2013-2014) | Juan Fernando Cristo (2014-2017) | Guillermo Rivera (2017-2018)
- Ministerio de Defensa Nacional: Rodrigo Rivera (2010-2011) | Juan Carlos Pinzón (2011-2015) | Luis Carlos Villegas (2015-2018)
- Ministerio de Educación: María Fernanda Campo (2010-2014) | Gina Parody (2014-2016) | Yaneth Giha Tovar (2016-2018)
- Ministerio de Salud y Protección Social: Mauricio Santamaría (2010-2012) | Beatriz Londoño (2012) | Alejandro Gaviria (2012-2018)
- Ministerio de Cultura: Mariana Garcés (2010-2018)
- Ministerio de Ambiente y Desarrollo Sostenible: Frank Pearl (2011-2012) | Juan Gabriel Uribe (2012-2013) | Luz Helena Sarmiento (2013-2014) | Gabriel Vallejo (2014-2016) | Luis Gilberto Murillo (2016-2018)
- Ministerio de Tecnologías de la Información y las Comunicaciones: Diego Molano (2010-2015) | David Luna (2015-2018) | Juan Sebastián Rozo (2018)
- Ministerio de Vivienda y Desarrollo Territorial: Beatriz Botero (2010-2012) | Germán Vargas Lleras (2012-2013) | Luis Felipe Henao (2013-2016) | Elsa Noguera (2016- 2017) | Jaime Pumarejo (2017) | Camilo Sánchez (2017-2018)
- Ministerio de Justicia: Juan Carlos Esguerra (2011-2012) | Ruth Stella Correa (2012-2013) | Alfonso Gómez Méndez (2013-2014) | Yesid Reyes (2014-2016) | Jorge Eduardo Londoño (2016-2017) | Enrique Gil (2017-2018)
- Ministerio de Trabajo: Rafael Pardo (2011-2014) | José Noé Ríos (2014) | Luis Eduardo Garzón (2014-2016) | Clara López (2016 - 2017) | Griselda Janeth Restrepo Gallego (2017-2018)

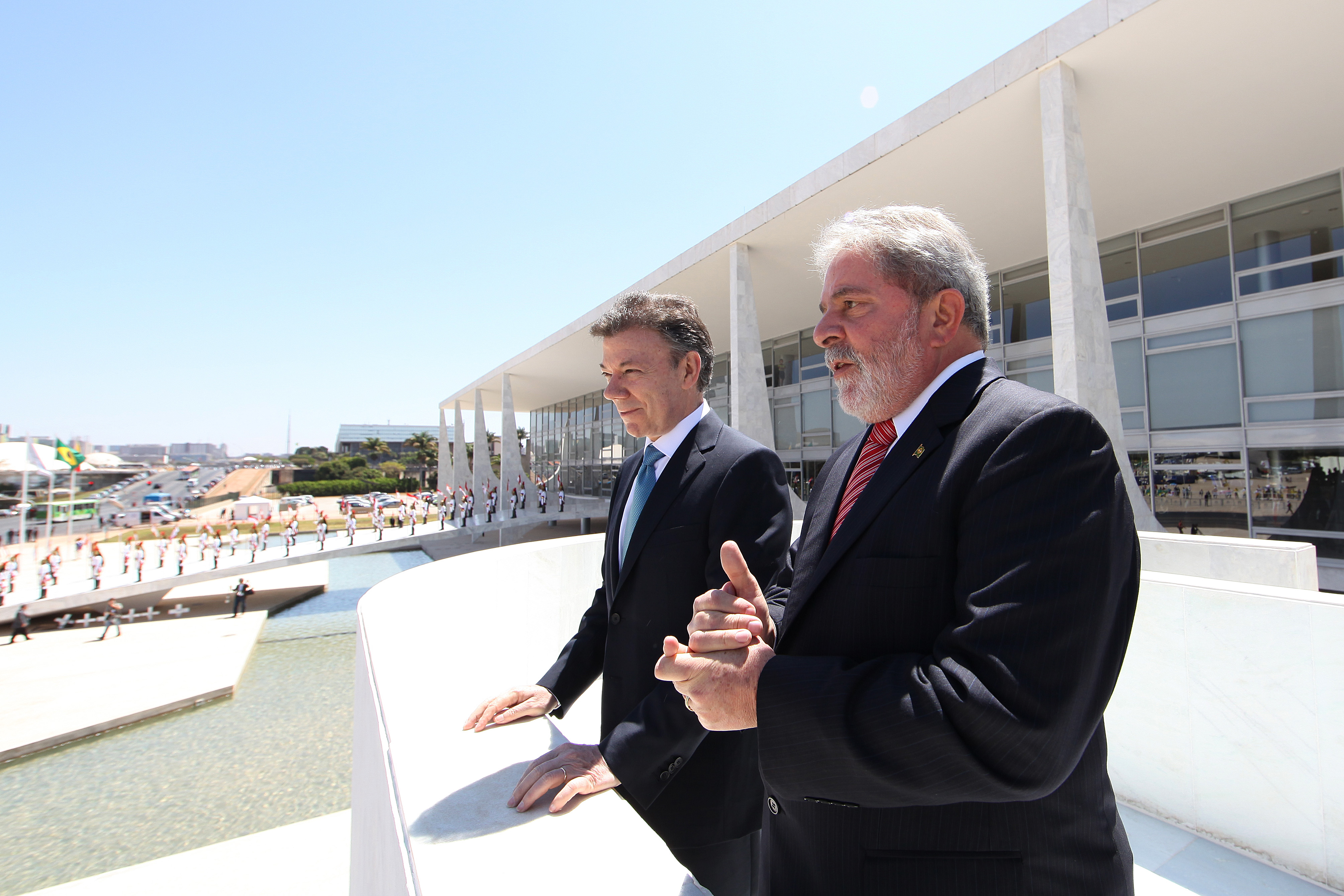
El presidente Juan Manuel Santos junto al expresidente de Brasil Luiz Inácio Lula da Silva, en visita del primero a Brasil.

#### Relaciones exteriores

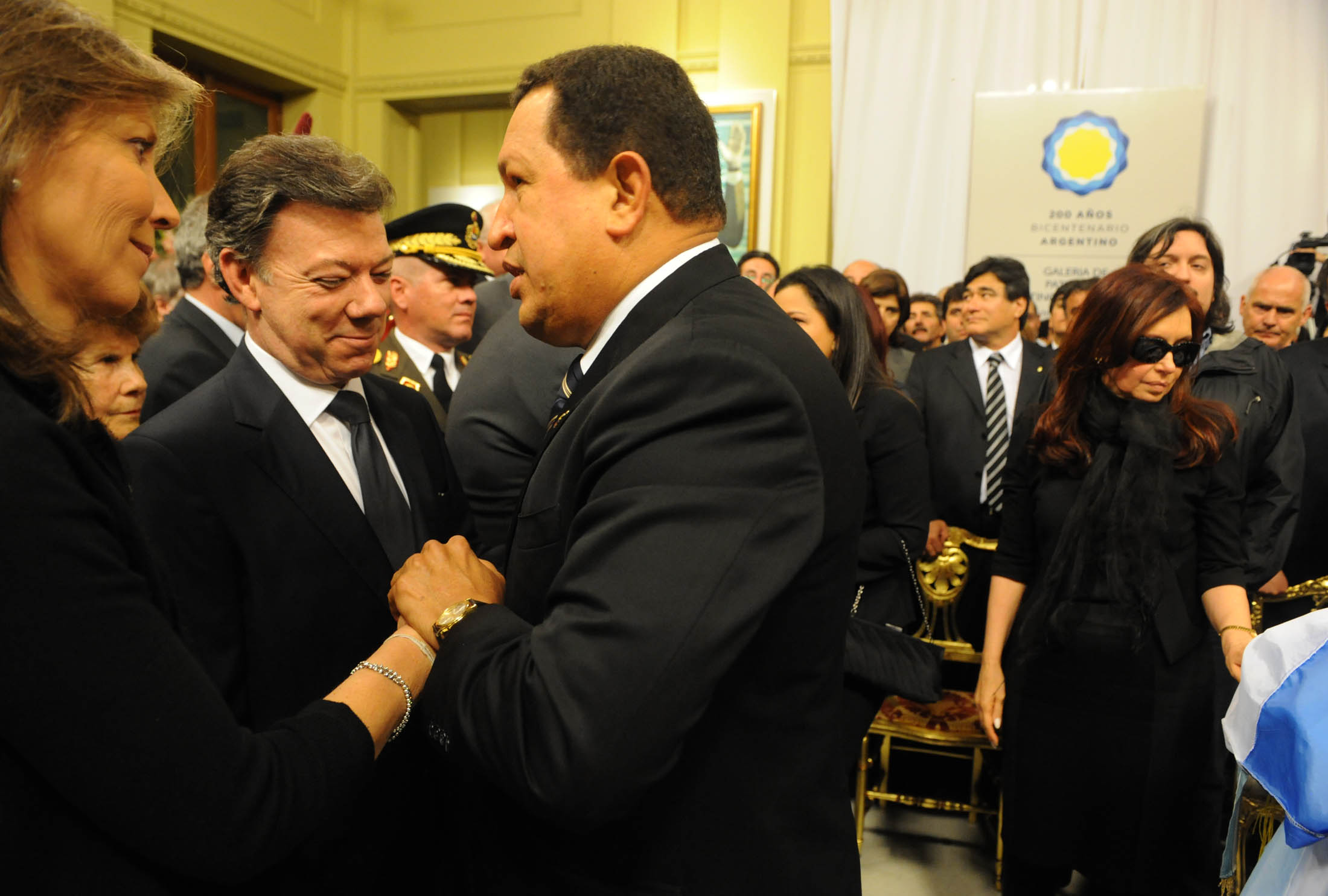
El presidente Juan Manuel Santos junto al presidente de Venezuela Hugo Chávez en el funeral de Néstor Kirchner.

Tras desatarse la crisis diplomática entre Colombia y Venezuela en julio de 2010, Santos decidió no emitir declaraciones al respecto aduciendo que el presidente Uribe todavía era el presidente en funciones. Santos, que se encontraba de gira por Latinoamérica visitando jefes de Estado, también se reunió de forma privada con el secretario general de Unasur, Néstor Kirchner y su esposa, la presidenta de Argentina, Cristina Fernández de Kirchner para tratar la crisis. El 10 de agosto de 2010, el presidente Santos y el presidente Chávez se reunieron en Santa Marta para tratar la crisis.
Durante su mandato, el 19 de noviembre de 2012, la Corte Internacional de Justicia emitió un fallo histórico sobre el diferendo limítrofe con Nicaragua, ratificando la soberanía colombiana sobre siete cayos del archipiélago de San Andrés y Providencia, fijando la frontera pero con una pérdida significativa de 40% de mar territorial para Colombia.
Su última determinación, en materia de relaciones exteriores, se dio el 3 de agosto de 2018, cuando reconoció a Palestina como un "Estado libre, independiente y soberano"; en contraposición con lo que había manifestado el 18 de abril de 2018, durante un evento que conmemoraba los setenta años de la creación del Estado de Israel. En esa oportunidad, Santos afirmó: 

«A nosotros nos han presionado mucho para que reconozcamos a Palestina. No lo he hecho, siempre diciendo que eso debe ser producto de un acuerdo de paz con Israel».
Juan Manuel Santos

Sin embargo, a escasos días de terminar su segundo Gobierno, cambió de opinión. Un cambio que sólo se dio a conocer el miércoles 8 de agosto -un día después de la posesión del nuevo presidente Iván Duque Márquez-, mediante un comunicado de la Misión Diplomática Palestina en Colombia; hecho que causó revuelo en algunos sectores de la opinión pública, ya que, entre otras cosas, la canciller María Ángela Holguín, al ser preguntada por el tema el 6 de agosto de 2018 (último día de su gestión), en entrevista con Vicky Dávila para W Radio, se rehusó a hacer pública la decisión del presidente que ya había sido materializada para entonces.  Al conocerse la noticia, el entrante ministro de Relaciones Exteriores, Carlos Holmes Trujillo, reconoció que el nuevo Ejecutivo había sido informado con anterioridad y que, en virtud de los intereses de Colombia, se revisaría la decisión que le quitaba al país la particularidad de ser el único en Sudamérica que no había reconocido al Estado palestino.

#### Seguridad y Conflicto armado interno
Siguiendo con la política de seguridad democrática de su antecesor, Santos prometió desde su discurso de posesión combatir sin tregua a los grupos narcoterroristas. El 12 de agosto de 2010, ocurrió un atentado a Caracol Radio cuya autoría se atribuyó las FARC-EP, además este grupo realizó una serie de ataques a miembros de la Policía Nacional como una bienvenida al gobierno Santos. Desde Montería el presidente Santos expresó:

«Hay la sensación entre mucha gente que esto (los ataques guerrilleros) es algo con lo que quieren darle la bienvenida al nuevo gobierno. Si esa es la bienvenida, ustedes van a ver la respuesta a esa bienvenida».

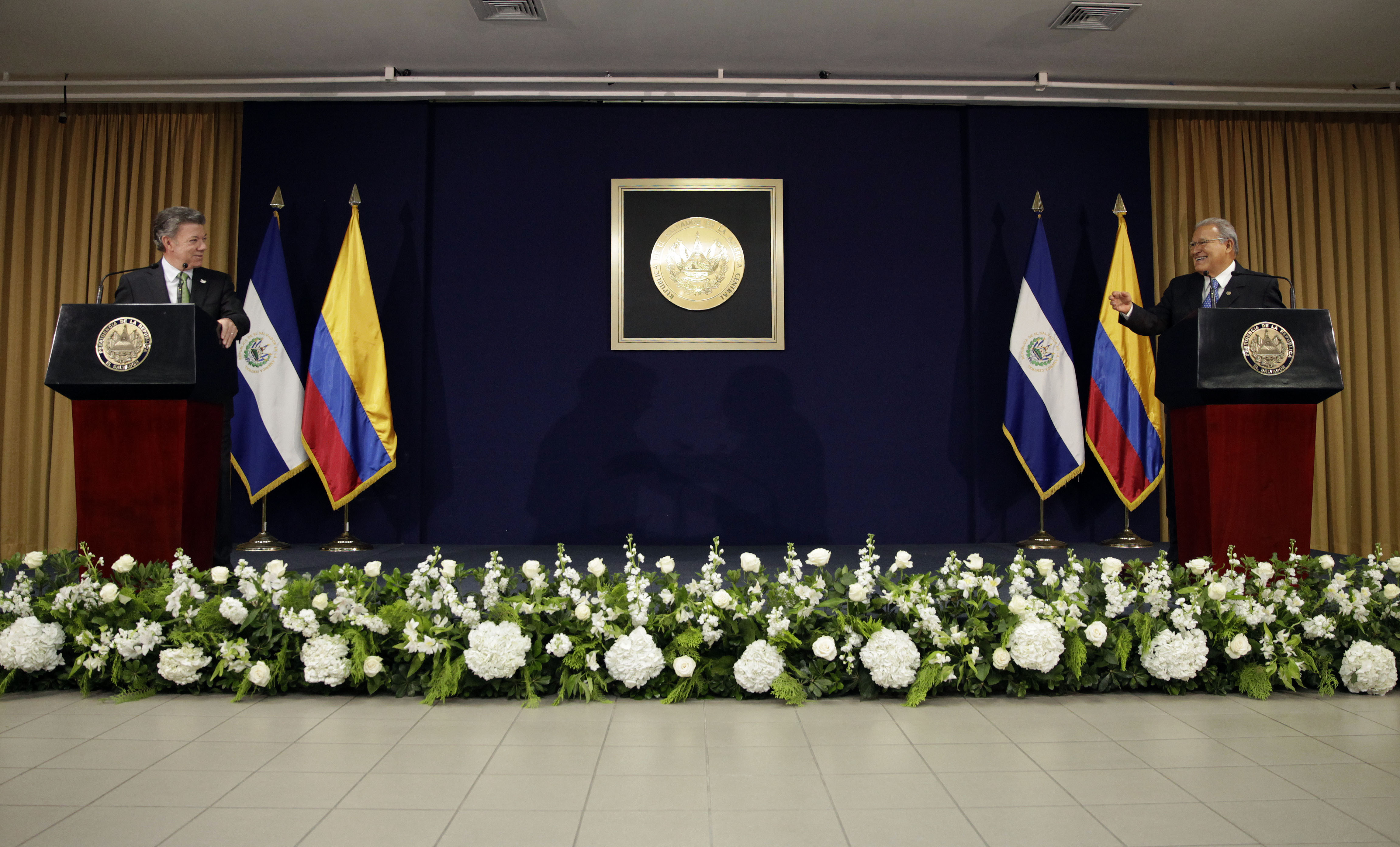
Los presidentes de El Salvador, Salvador Sánchez Cerén, y de Colombia, Juan Manuel Santos, dieron una declaraciones a la prensa sobre el apoyo que El Salvador dará a Colombia con su experiencia en la negociación de la Paz.

El 19 de septiembre de 2010, las Fuerzas Militares y de Policía bombardearon un campamento del Frente 48 de las FARC-EP donde murió su comandante Domingo Biojó, y el 23 de septiembre se realizó la Operación Sodoma, donde se dio de baja a Jorge Briceño Suárez, alias el Mono Jojoy, jefe militar de las FARC-EP. El 4 de noviembre de 2011, en el marco de la Operación Odiseo, se dio de baja a Guillermo León Sáenz, alias Alfonso Cano, quien ejercía hasta ese momento como comandante en jefe de las FARC-EP luego del fallecimiento de Manuel Marulanda por causas naturales. Sería sucedido en la comandancia de las FARC-EP por Rodrigo Londoño 'Timochenko'.
En su gobierno fue aprobada la Ley de Víctimas y Restitución de Tierras (Ley 1448 de 2011), para restituir, por medio de la Unidad para la Atención y Reparación Integral a las Víctimas, las tierras arrebatadas por los actores armados (grupos paramilitares y guerrilleros) a civiles víctimas de la guerra y reconociendo la existencia del Conflicto armado interno en Colombia.
En cuanto a la lucha contra las Bandas Criminales (BACRIM) o Grupos Armados Organizados (GAO), como los denomina el gobierno desde en marzo de 2016 para facultar a las Fuerzas Militares a combatir estos grupos delincuenciales apoyando a la Policía Nacional; logró desarticular tres peligrosas bandas criminales, una de ellas con presencia a nivel nacional: Los Rastrojos. En febrero de 2015, ordenó desarticular al GAO Clan del Golfo o autodenominados Autodefensas Gaitanistas de Colombia (AGC), liderado por Dairo Antonio Úsuga David, alias Otoniel, en la Operación Agamenón (reforzada y continuada en el siguiente gobierno). En la Operación Solemne de octubre de 2015 fue abatido Víctor Ramón Navarro Serrano‘Megateo’, comandante de la disidencia del Ejército Popular de Liberación (EPL): GAO 'Los Pelusos' dedicada al narcotráfico. Desde noviembre de 2017, los grupos disidentes son considerados Grupos Armados Organizados Residuales (GAOR), combatidos por las Fuerzas Militares.

#### Acuerdos de paz con las FARC-EP, Nobel de Paz y diálogos con el ELN

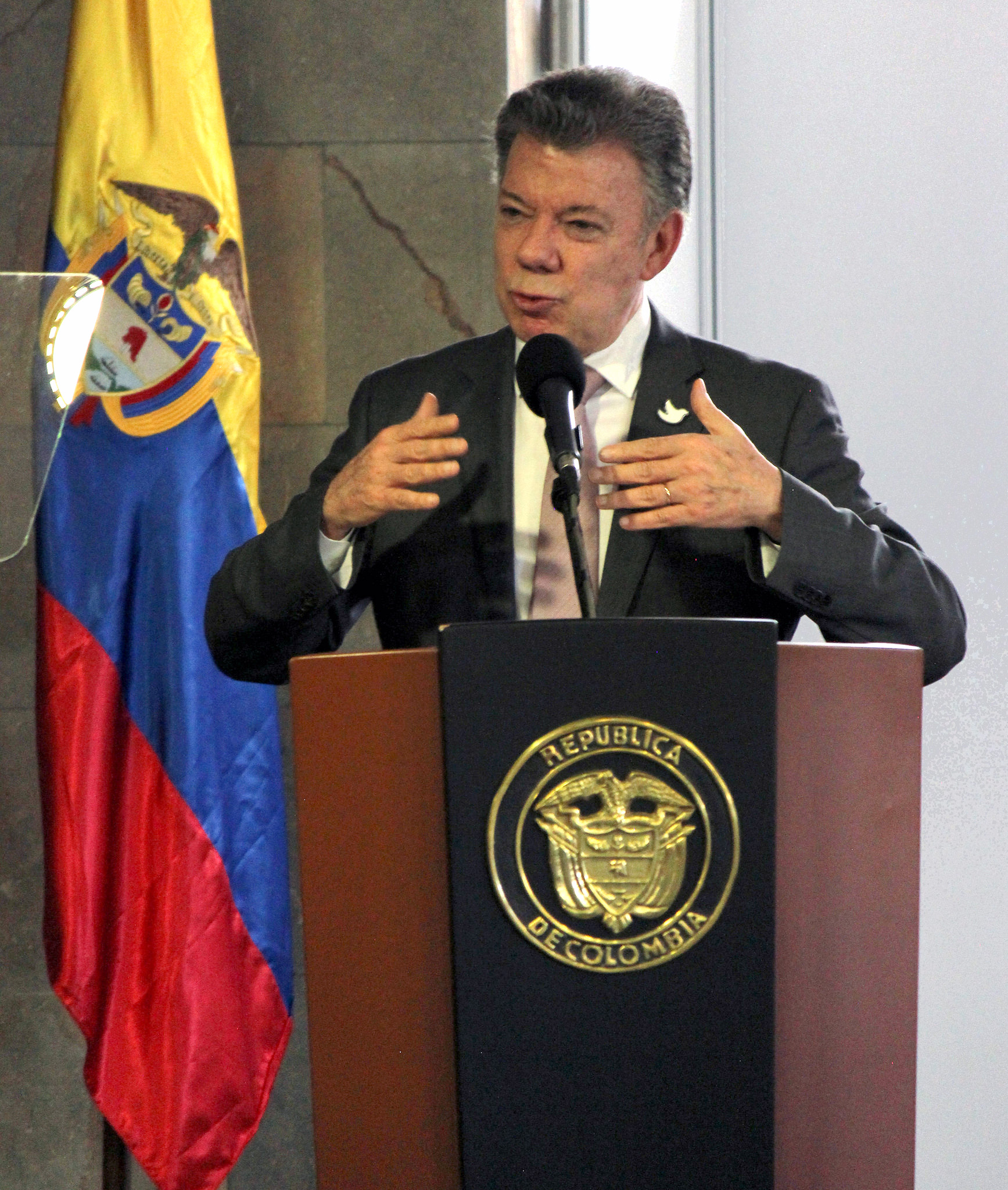
Juan Manuel Santos en la inauguración de Colombiamoda el 26 de julio del 2016, en Medellín.

Poco tiempo después de asumir su mandato, Juan Manuel Santos inició acercamientos a las FARC-EP con el fin de terminar la confrontación más importante del conflicto armado interno colombiano. Los diálogos de paz iniciaron con las reuniones exploratorias el 1 de marzo del 2011 y el 18 de octubre del 2012 se instalaron los diálogos en Oslo, Noruega. El 24 de agosto del 2016 las delegaciones del Gobierno de Colombia y las FARC-EP anunciaron que llegaron a un acuerdo final, integral y definitivo, que se firmó en Cartagena de Indias el 26 de septiembre del 2016, pero no fue ratificado por un estrecho margen en el plebiscito refrendario del 2 de octubre del 2016.
En los días siguientes, Santos empezó a negociar con la oposición posibles cambios al acuerdo de paz con las FARC-EP. El 12 de noviembre, mes y medio después del plebiscito, se logró la renegociación y la modificación de los acuerdos con las FARC-EP tomando en cuenta los argumentos y objeciones de los promotores del NO, ratificado el acuerdo en el Congreso para su implementación a partir del 1 de diciembre de ese año.
Este acuerdo le valió a Juan Manuel Santos el Premio Nobel de la Paz 2016. El anuncio de la concesión se realizó a las 11:00 h (CEST) del viernes 7 de octubre de 2016 por la presidenta del Comité del Parlamento Noruego para el Premio Nobel de Paz, Kaci Kullmann Five, quien manifestó:

«El Comité del Parlamento Noruego para el Premio Nobel de la Paz ha decidido otorgar el Premio Nobel de la Paz 2016 al presidente colombiano, Juan Manuel Santos, por sus decididos esfuerzos para llevar más de cincuenta años de guerra civil en el país a su fin, una guerra que ha costado la vida de al menos doscientos veinte mil colombianos y desplazado a cerca de seis millones de personas».
Kaci Kullmann Five

Pese a estos logros, el presidente Santos dio a conocer en marzo de 2016, de manera oficial, el inicio de los diálogos de paz con la otra guerrilla del país, el Ejército de Liberación Nacional (ELN), luego de más de dos años de fase exploratoria para discutir una agenda de posibles puntos para un eventual proceso de paz; sin embargo, el inicio de los diálogos fue suspendido hasta que el ELN liberase a los secuestrados que tenía en su poder. Después de la liberación del excongresista chocoano, Odin Sánchez, el 4 de febrero de 2017, el día 7 de ese mes se instala de manera oficial la mesa de conversación con el grupo armado y, de esta forma, intentar terminar de manera definitiva el conflicto armado con las guerrillas de tendencia izquierdista.

### Polémicas
El 14 de marzo de 2017 Santos reconoció que su campaña presidencial de 2010 recibió pagos ilegales del conglomerado brasileño Odebrecht. Sin especificar cantidades, la Fiscalía General de la Nación ha alegado que sus exitosas campañas en 2010 y 2014 recibieron dinero de Odebrecht, que está sumido en un escándalo de corrupción en toda la región. Fiscales estadounidenses sostienen que entre 2002 y 2016, Odebrecht pagó cientos de millones de dólares en sobornos en asociación con proyectos de infraestructura en 12 países, entre ellos Brasil, Argentina, Colombia, México, Perú y Venezuela.

#### Paradise Papers
En noviembre de 2017, Juan Manuel Santos es mencionado como director de dos sociedades "offshore" en Barbados, según la investigación realizada por el Consorcio Internacional de Periodismo de Investigación (ICIJ). Ambas empresas son administrada también por otros altos cargos del país y tiene el 95% de las acciones de una aseguradora creada por el exministro de Defensa de Colombia Gabriel Silva Luján.
La primera empresa es Nova Holding Company, en la cual Santos aparece como director en 2000, año en el que se desempeñaba como ministro de Hacienda durante el Gobierno del entonces presidente Andrés Pastrana. La segunda empresa sería Global Tuition & Education Insurance Corp, una sociedad aseguradora exenta de carga fiscal, en esta Santos aparece como director, un cargo que quedó luego a cargo de la familia del expresidente César Gaviria Trujillo.

## Vida privada

### Familia
Sus padres son Enrique Santos Castillo, jefe de redacción y editor de El Tiempo por 59 años, y Clemencia Calderón Nieto. Tiene tres hermanos, Enrique Santos Calderón (1945), Luis Fernando Santos (1948) y Felipe Santos Calderón (1956). Hace parte de la familia Santos, su abuelo era el periodista bogotano radicado en Tunja, Enrique Santos Montejo, quien era hermano de Eduardo Santos Montejo, presidente de Colombia en el período 1938-1942, y dueño durante varias décadas del diario El Tiempo.
Su tatarabuelo en línea directa paterna José María Eduardo Santos Plata, oriundo de Santander, era uno de los hermanos de la heroína María Antonia Santos Plata, prócer de la independencia de Colombia y en cuyo honor Juan Manuel Santos decidió bautizar a su única hija como María Antonia. Su tatarabuelo en línea directa materna Arístides Calderón Reyes, oriundo de Boyacá, era hermano de Clímaco Calderón Reyes, presidente de Colombia en 1882. Su tatarabuela Francisca Ricaurte Camacho, era sobrina nieta de José Joaquín Camacho y Rodríguez de Lago, presidente de Colombia, oriundo también de la ciudad de Tunja, prócer y mártir de la independencia de Colombia y prima segunda del héroe de San Mateo, el capitán Antonio Ricaurte. 
Santos es primo en primer grado (primos hermanos) por parte paterna y materna del exvicepresidente de Colombia, Francisco Santos Calderón.

### Matrimonios e hijos
La primera esposa de Santos fue Silvia Amaya Londoño, con quien no tuvo descendencia. Está casado en segundas nupcias con María Clemencia Rodríguez Múnera, de cuya unión nacieron tres hijos: Martín, María Antonia y Esteban.

### Salud
El 1 de octubre de 2012, Santos anunció que le fue detectado un cáncer de próstata por el que fue intervenido quirúrgicamente el 3 de octubre en el Hospital de la Fundación Santa Fe de Bogotá; fue dado de alta el 6 de octubre de 2012 y afirmó estar totalmente curado. Santos no se apartó de sus funciones presidenciales en los días previos ni posteriores a la cirugía.

## Obras publicadas
En 1999 presentó su libro La Tercera Vía: una alternativa para Colombia, en el que contó con la colaboración del entonces primer ministro británico Tony Blair. En 2009 publicó Jaque al Terror: los años horribles de las FARC (Planeta, 2009), obra en la que describe, a manera de crónica, los duros golpes asestados a esa guerrilla durante los casi tres años en que estuvo al frente del Ministerio de Defensa. Este libro fue prologado por el escritor e intelectual mexicano Carlos Fuentes. En 2019 realizó el lanzamiento de su nuevo libro La Batalla por la Paz, prologado por el expresidente del Gobierno español Felipe González, siendo uno de los libros más vendidos en Colombia durante ese año. Este libro fue traducido y publicado en inglés como The Battle for Peace, por la University Press of Kansas, con prefacio del ex secretario de Estado de Estados Unidos John Kerry.
En 2021 salió a la luz su libro Una conversación pendiente, en el que sostiene una extensa conversación sobre la historia política de Colombia y los dilemas de la guerra y la paz con la excongresista y excandidata presidencial colombo-francesa Ingrid Betancourt, con la moderación del escritor Juan Carlos Torres.

## Premios y reconocimientos
| Premio o condecoración | Premio o condecoración                                            | País                    | Fecha                   | Notas  |
| ---------------------- | ----------------------------------------------------------------- | ----------------------- | ----------------------- | ------ |
|                        | Orden del Águila Azteca                                           | Bandera de México       | 1 de agosto de 2011     | [ 88 ] |
|                        | Gran Collar de la Orden de Don Enrique                            | Bandera de Portugal     | 14 de noviembre de 2012 | [ 89 ] |
|                        | Caballero de la Sagrada Orden Militar Constantiniana de San Jorge | Sicilia, Italia         | 7 de junio de 2013      | [ 90 ] |
|                        | Caballero del collar de la Orden de Isabel la Católica            | Bandera de España       | 28 de febrero de 2015   | [ 91 ] |
|                        | Medalla Militar al Mérito, Primera Clase                          | Bandera de México       | 7 de mayo de 2015       | [ 92 ] |
|                        | Medalla Naval al Mérito, Primera Clase                            | Bandera de México       | 7 de mayo de 2015       | [ 92 ] |
|                        | Honorable Caballero de la Gran Orden del Baño                     | Bandera del Reino Unido | 2016                    | [ 93 ] |
|                        | Gran Collar de la Orden de la Libertad                            | Bandera de Portugal     | 13 de noviembre de 2017 |        |

Premio Nobel de Paz, 2016
Premio al Liderazgo Interamericano para las Américas, 2016
Premio Shalom, 2017